# Charlie Raposo
Charlie Raposo (ur. 15 stycznia 1996) – brytyjski narciarz alpejski, uczestnik Mistrzostw Świata 2015.

## Kariera
Po raz pierwszy na arenie międzynarodowej pojawił się 1 sierpnia 2011 roku podczas zawodów FIS Race w nowozelandzkiej miejscowości Cardrona. Zajął wtedy w gigancie 31. miejsce na 62 sklasyfikowanych zawodników. Debiut w Pucharze Świata zanotował 23 października 2016 roku, kiedy to w Sölden nie zdołał się zakwalifikować do drugiego przejazdu w gigancie.
Czterokrotnie brał udział w mistrzostwach świata juniorów. Najlepszy wynik osiągnął na mistrzostwach w 2017 roku w Åre, plasując się na 6. pozycji w gigancie. W 2015 roku uczestniczył na Mistrzostwach Świata w Beaver Creek. W gigancie był 34., a w slalomie nie ukończył przejazdu kwalifikacyjnego.

## Osiągnięcia

### Mistrzostwa świata
| Miejsce | Dzień     | Rok  | Miejscowość       | Konkurencja | Czas biegu  | Strata  | Zwycięzca            |
| ------- | --------- | ---- | ----------------- | ----------- | ----------- | ------- | -------------------- |
| 34.     | 13 lutego | 2015 | Vail/Beaver Creek | Gigant      | 2:42,01 min | +7,85 s | Ted Ligety           |
| BDNF2   | 15 lutego | 2015 | Vail/Beaver Creek | Slalom      | -           | -       | Jean-Baptiste Grange |

### Mistrzostwa świata juniorów
| Miejsce | Dzień    | Rok  | Miejscowość | Konkurencja | Czas biegu  | Strata  | Zwycięzca            |
| ------- | -------- | ---- | ----------- | ----------- | ----------- | ------- | -------------------- |
| 38.     | 4 marca  | 2014 | Jasná       | Gigant      | 2:11,39 min | +8,25 s | Henrik Kristoffersen |
| 29.     | 5 marca  | 2014 | Jasná       | Slalom      | 1:46,15 min | +8,94 s | Henrik Kristoffersen |
| 17.     | 8 marca  | 2015 | Hafjell     | Gigant      | 2:26,38 min | +3,01 s | Henrik Kristoffersen |
| DNF2    | 9 marca  | 2015 | Hafjell     | Slalom      | -           | -       | Henrik Kristoffersen |
| DNF2    | 3 marca  | 2016 | Soczi       | Gigant      | -           | -       | Marco Odermatt       |
| DNF1    | 5 marca  | 2016 | Soczi       | Slalom      | -           | -       | Istok Rodeš          |
| 6.      | 13 marca | 2017 | Åre         | Gigant      | 2:26,48 min | +1,25 s | Loïc Meillard        |
| DNF2    | 14 marca | 2017 | Åre         | Slalom      | -           | -       | Adrian Pertl         |